# Крстанович, Здравко
Здравко Крстанович (серб. Здравко Крстановић; 30 июля 1950 — 2 сентября 2024) — сербский поэт, прозаик, критик, драматург и журналист.

## Биография
Крстанович учился в средней школе в Книне и Сплите. Окончил Философский факультет в Загребe, профиль: югославские языки и литература, а также литературную компаратистику. До октября 1991 года он жил в Сплите, и с тех пор он жил в Белградe.
Он был редактором сплитского издательства Логос, вёл колонку Записи бессонницы и критику в Слободной Далмации, а также в загребском Оку. С 1990 к 1993 гг. редактировал журнал Сербская зора. С 1990 по 2002 год он был журналистом ежедневной газеты Политика Экспресс.
Опубликовал своё первое стихотворение 1962 г. в Весела свеска и первый рассказ 1971 г. в Вечернем списке.

### Смерть
Умер 2 сентября 2024 года после непродолжительной болезни в возрасте 74 лет.

## Журналы
С начальной школы сотрудничал с журналами:
- Мале новине
- Кекец
- Плави вјесник
- Галеб
- Борба
- Илустрована Политика
- Слободна Далмација и др.

В гимназии публиковал в журналах:
- Полет
- Видик.

Во время студенческих дней сотрудничал с Сербским культурным обществом Просвета, а в журналах Просвета и Новый летопис публиковал литературные статьи.
Публиковал стихи и прозу в журналах:
- Республика / Република
- Литературная газета / Књижевне новине
- Политика / Политика
- НИН / НИН
- Старт / Старт
- Форум / Форум
- Вопросы / Питања
- Современник / Савременик
- Поля / Поља
- Матица сербская / Матица српска
- Возножности / Могућности
- Освобождение / Ослобођење
- Эхо / Одјек
- Творчество / Стварање
- Направление / Стремљење
- Сербский литературный вестник / Српски књижевни гласник
- Здесь / Овдје и др.

## Произведения
Автор монодрамы Человек в мире, капля на листе / Човек на свиту, капу на листу в двух редакциях (1979 и 1980), теледрамы «Старик / Старац» (1983) и сценария короткометражного художественного фильма Райский сад / Рајски врт (1990).
Редактировал Либар Милянко Смоя / Либар Миљенка Смоје (1981), Эротические народные песни / Еротске народне песме (1984), антологию сербской народной поэзии Золотая пена с моря / Златна пјена од мора (1990), Дубровницкие элегии / Дубровачке елегије Луйо Войновича (1997). Праздник / Гозба Павла Соларича (1999) и Чудесный источник / Чудесни кладенац — антология сербской поэзии от Бараньи до Которского залива (2002).
Его книга Истории из Ада / Приче из Хада была переведена на несколько языков с 1992. К 2000 у было двенадцать изданий.

## Сборники стихотворений
- Княжество рыб / Кнежевина риба (1974)
- Дом / Кућа (1978)
- Слоги из воды / Слогови од воде (1981)
- Динамит / Динамит (1982)
- Обратный мастер / Обрнути мајстор (1984)
- Другие горы / Друге планине (1989)
- Песни в дороге / Пјесме на друму (1994)
- Избранные песни / Изабране песме (1995)
- Иисус Христос в поле / Исус Христос у пољу (1996)
- Рукопись из росы / Рукопис од росе (1997)
- Скоро, рассвет / Ускоро, свиће (1998)
- Комната без зеркал / Соба без огледала (2000)
- Избранные песни / Изабране пјесме (2008).

## Сборники лирических записей
- Книга мечты и реальности / Књига од сна и јаве (1998)
- Вода Шопена / Шопенова вода (2003).

## Награды
Представлен во многих антологиях и сборниках и переведён на десять языков.
Выиграл несколько литературных премий и получил премию Филип Вишнич за особый вклад в культуру сербского народа в 2002 году.